# Alfred Christensen (kajakroer)
 For alternative betydninger, se Alfred Christensen. (Se også artikler, som begynder med Alfred Christensen)
Alfred Grønborg Christensen (født 16. maj 1914 i Troldhede, død 29. september 1996 i Holstebro) var en dansk kajakroer og musikhandler. 

## Kajakkarriere
Alfred Christensen deltog i OL 1948 i London, hvor han sammen med Finn Rasmussen (begge fra Kajakklubben Pagaj i Holstebro) stillede op i toerkajak på 10.000 m. Konkurrencen blev afholdt på Themsen ved Henley, men banen var ikke stor nok til at rumme alle 15 deltagende både, og kajakkerne blev derfor sendt af sted med 30 sekunders mellemrum, hvilket gjorde det vanskeligt at bedømme, hvordan man lå i forhold til konkurrenterne. Konkurrencen blev en nordisk triumf, idet de tre medaljer gik til henholdsvis Sverige, Norge og Finland, mens danskerne blev nummer fire.
Christensen og Rasmussen stillede senere samme år også op til VM, og her gik det bedre, idet de hentede sølv på 500 m (efter svenskerne Thor Axelsson og Nils Björklof og foran deres danske holdkammerater Bernhard Jensen og Ejvind Hansen).
Alfred Christensen blev senere træner i sin klub i Holstebro, og det var ham, der opdagede en af Danmarks allerstørste kajakroere gennem tiden, Erik Hansen, og stod bag hans opstigen til verdenstoppen fra slutningen af 1950'erne.

## Senere karriere
Ved siden af sin sportskarriere solgte Alfred Christensen guitarer, hvilket greb om sig, så han snart solgte andre musikinstrumenter. I 1957 åbnede han butik på Herningvej, som blev Skandinaviens største af slagsen. Ved butikken stod i mange år et springvand, som Christensen donerede til byen. Han købte det i Los Angeles for et anseligt beløb. Han er begravet på Holstebro Kirkegård.